# Glossogobius koragensis
Glossogobius koragensis és una espècie de peix de la família dels gòbids i de l'ordre dels perciformes.

## Morfologia
Els mascles poden assolir els 25 cm de longitud total.

## Distribució geogràfica
Es troba a Nova Guinea i al curs inferior del riu Mekong.